# Camponotus midas
Camponotus midas é uma espécie de inseto do gênero Camponotus, pertencente à família Formicidae.